# Alexis-François Artaud de Montor
Pour les articles homonymes, voir Artaud.
Jean-Alexis-François Artaud de Montor, né le 21 juillet 1772 à Paris où il est mort le 12 novembre 1849, est un diplomate, historien, traducteur et collectionneur français.

## Biographie
Émigré pendant la Révolution, il combat en Champagne dans l'armée des émigrés. Rallié à l’Empire, Napoléon le nomme secrétaire de la légation française à Rome, puis chargé d'affaires à Florence en 1805. Il est ensuite censeur pendant les dernières années de l'Empire, puis secrétaire d'ambassade à Vienne et à Rome sous la Restauration. Il rassemble pendant son séjour en Italie de nombreux tableaux de primitifs italiens, dont il est l'un des premiers collectionneurs. Il se retire en 1830 pour se consacrer à ses travaux littéraires et historiques et il est élu membre de l'Académie des inscriptions et belles-lettres en 1830.
Sa traduction de La Divine Comédie, ainsi que ses observations sur l'Italie, ont été très estimées en son temps. Plusieurs de ses ouvrages historiques ont été traduits en italien et en anglais.
Sa collection de tableaux essentiellement constituée avant 1807, comprenant une centaine d'œuvres, est vendue en 1851. Sur la cinquantaine de tableaux identifiés comme provenant de sa collection, peu d'entre eux sont restés en France. La majorité se trouvent dans les collections américaines d'art médiéval
Il est membre de :
- Académie étrusque de Cortone (1806)
- correspondant de l'Académie des sciences de Göttingen (1810)
- Accademia di San Luca (1814)
- correspondant de l'Académie des beaux-arts (1816)
- Société des bibliophiles français (1820)
- Société de géographie (1826)
- Académie des inscriptions et belles-lettres (1830)
- Accademia della Crusca (1833)
- Société de l'histoire de France (1834)

## Publications

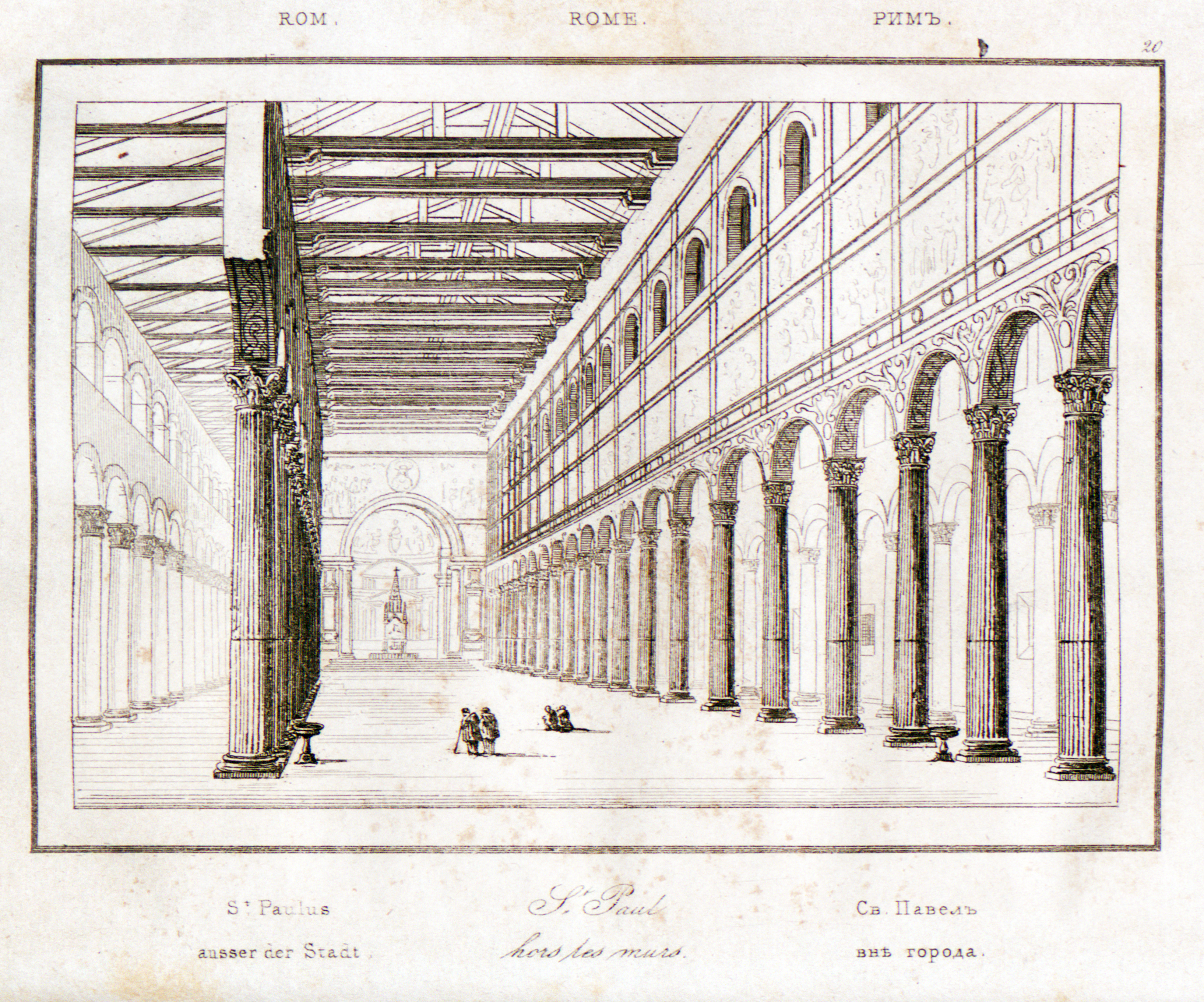
Illustration de San Paolo fuori le mura, de Italie, 1835.

- Histoire de l'assassinat de Gustave III, roi de Suède, par un officier polonais, témoin oculaire (1797)
- Considérations sur l'état de la peinture en Italie, dans les quatre siècles qui ont précédé celui de Raphaël, par un membre de l'Académie de Cortone. Ouvrage servant de catalogue raisonné à une collection de tableaux des XIIe, XIIIe, XIVe et XVe siècles (1808)
- Voyage dans les catacombes de Rome (1810). Texte en ligne
- Machiavel, son génie et ses erreurs (1833)
- Italie (1835). Texte en ligne
- Histoire du pape Pie VII (1836)
- Histoire de la vie et des travaux politiques du comte d'Hauterive, comprenant une grande partie des actes de la diplomatie française, depuis 1784, jusqu'en 1830 (1839)
- Histoire de Dante Alighieri (1841)
- Histoire du pape Pie VIII (1844)
- Considérations sur le règne des quinze premiers papes qui ont porté le nom de Grégoire (1844)
- Choisissez ! Ou la foi et la charte ou le monopole universitaire, par un père de famille (1845)
- Considérations sur Jérusalem et le tombeau de Jésus-Christ, suivies d'Informations sur les Frères-Mineurs et l'Ordre des chevaliers du Saint-Sépulcre (1846)
- Histoire des souverains pontifes romains (8 volumes, 1848-49)
- Histoire du pape Léon XII (2 volumes, 1849)
- La Papauté et les émeutes romaines (1849)

### Traductions
- La Divine Comédie de Dante Alighieri (1811-13)
- Jérusalem délivrée du Tasse, traduite en vers (2 volumes, 1818)

### Édition
- Encyclopédie des gens du monde, répertoire universel des sciences, des lettres et des arts, avec des notices sur les principales familles historiques et sur les personnages célèbres, morts et vivans, par une société de savans, de littérateurs et d'artistes, français et étrangers (22 volumes, 1833-1844) (en ligne et sur wikisource).

## Distinctions
- Chevalier de l'ordre de Charles III (1807)
- Chevalier de la Légion d'honneur (1825)